# الخبار الاسفل (العرش)

تعديل مصدري - تعديل

الخبار الاسفل هي إحدى قرى عزلة العرش بمديرية العرش التابعة لمحافظة البيضاء، بلغ تعداد سكانها 277 نسمة حسب تعداد اليمن لعام 2004.